# ネフライト

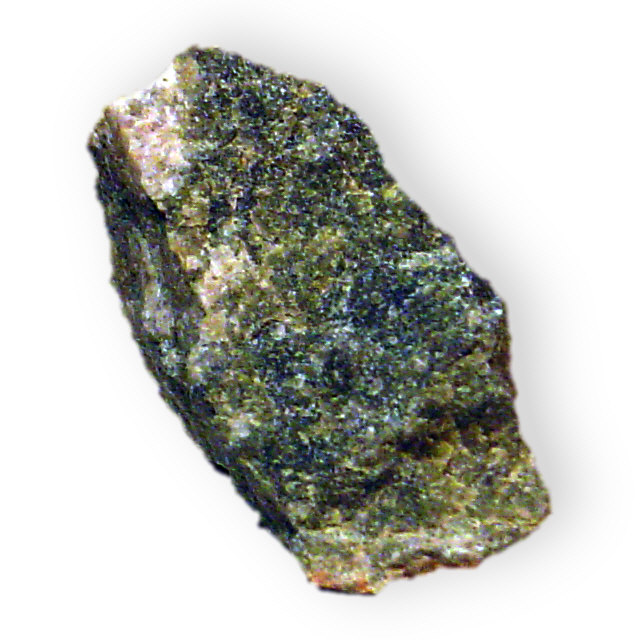
ネフライト

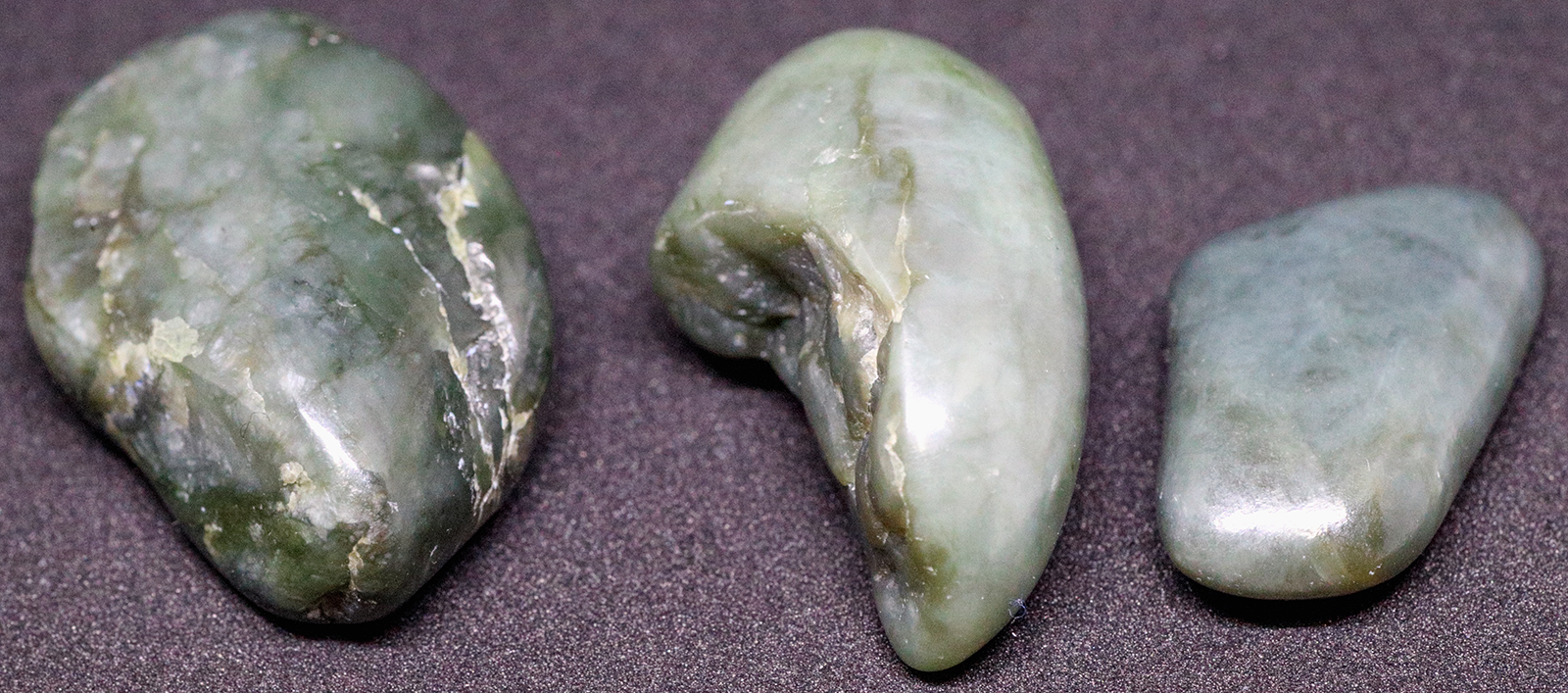
新潟県糸魚川市で採取された軟玉

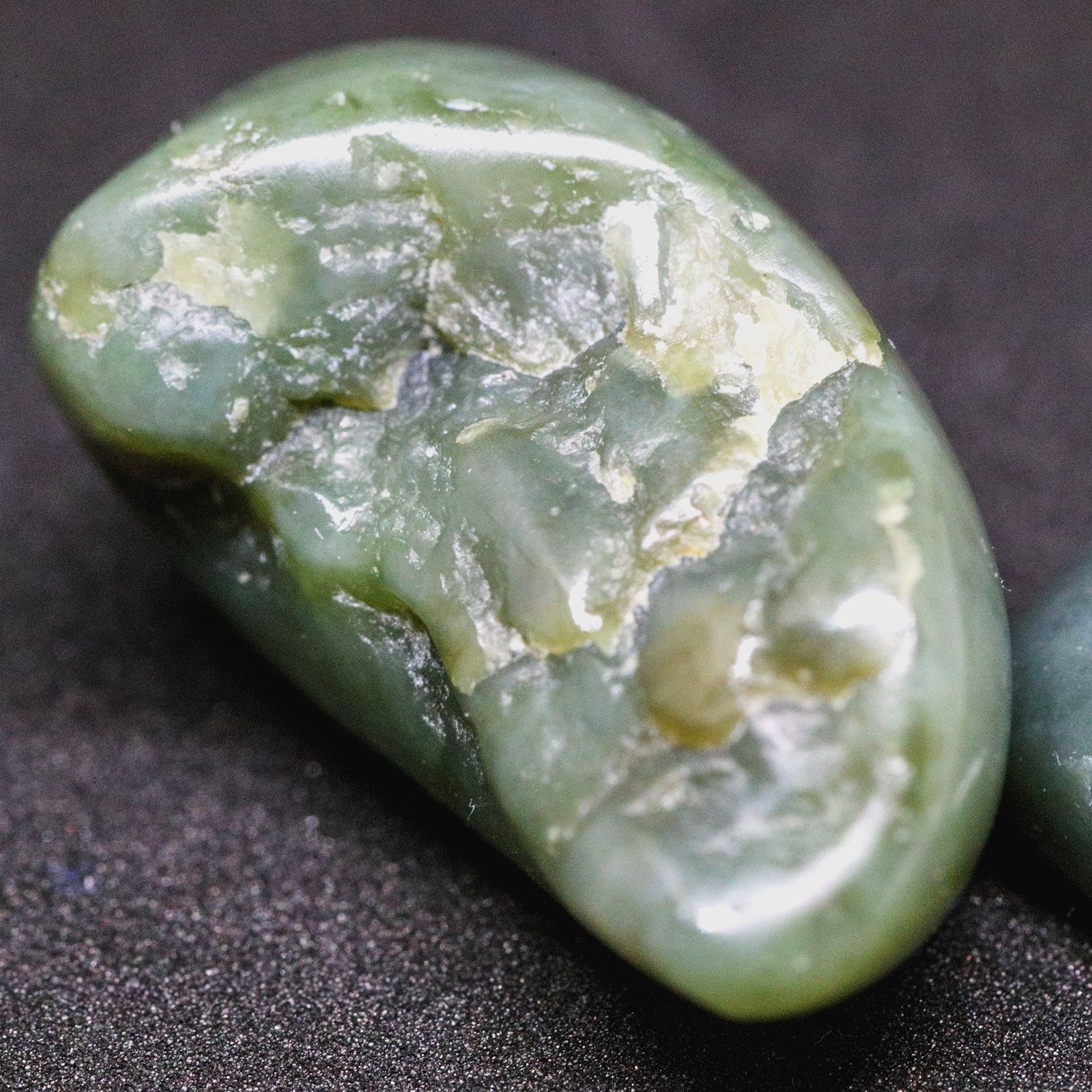

ネフライト（英: nephrite）は、透閃石-緑閃石系角閃石の緻密な集合。軟玉（なんぎょく）ともいう。
軟玉とは硬玉（ヒスイ輝石、ジェダイト）に対する言葉で、硬度が石英に並ぶ硬玉よりわずかに低い6.5程度であることからこう呼ばれる。中国では軟玉しか採れず、古くは玉（ぎょく）と呼ばれ、古代より中国で価値ある宝石として多く使われていたが、18世紀に入りミャンマーの現カチン州でジェダイトが発見されたため、ネフライトは軟玉と呼ばれ区別されるようになった。
ネフライトとジェダイトは、日本では翡翠と総称され、古来は似た鉱物と考えられたが、実際は化学的に共通点はない。ネフライトの高級品は中国では、和田玉とされ、その中でも羊脂玉は最高級品である。翡翠は本来はカワセミの意味で、最高級品とされた白と緑の混じった軟玉の色合いがカワセミの羽根に似ていることから名づけられた。
ネフライトは古代ギリシア語で腎臓を意味するnephrósと英語で鉱物を意味する-iteからきており、「腎臓の石」を意味する。中南米で腎臓の治療に使われていたことからスペイン人が名づけたのが元と言われる。

## 性質・特徴
Ca2Mg5Si8O22(OH)2 とCa2Fe5Si8O22(OH)2 を両端とする固溶体で、組成により以下のように呼び分けられる。
- 透閃石 - Mg 90～100%、Fe 0～10%
- 緑閃石 - Mg 50～90%、Fe 10～50%
- 鉄緑閃石 - Mg 0～50%、Fe 50～100%